# Pischelsdorf (Reichertshausen)

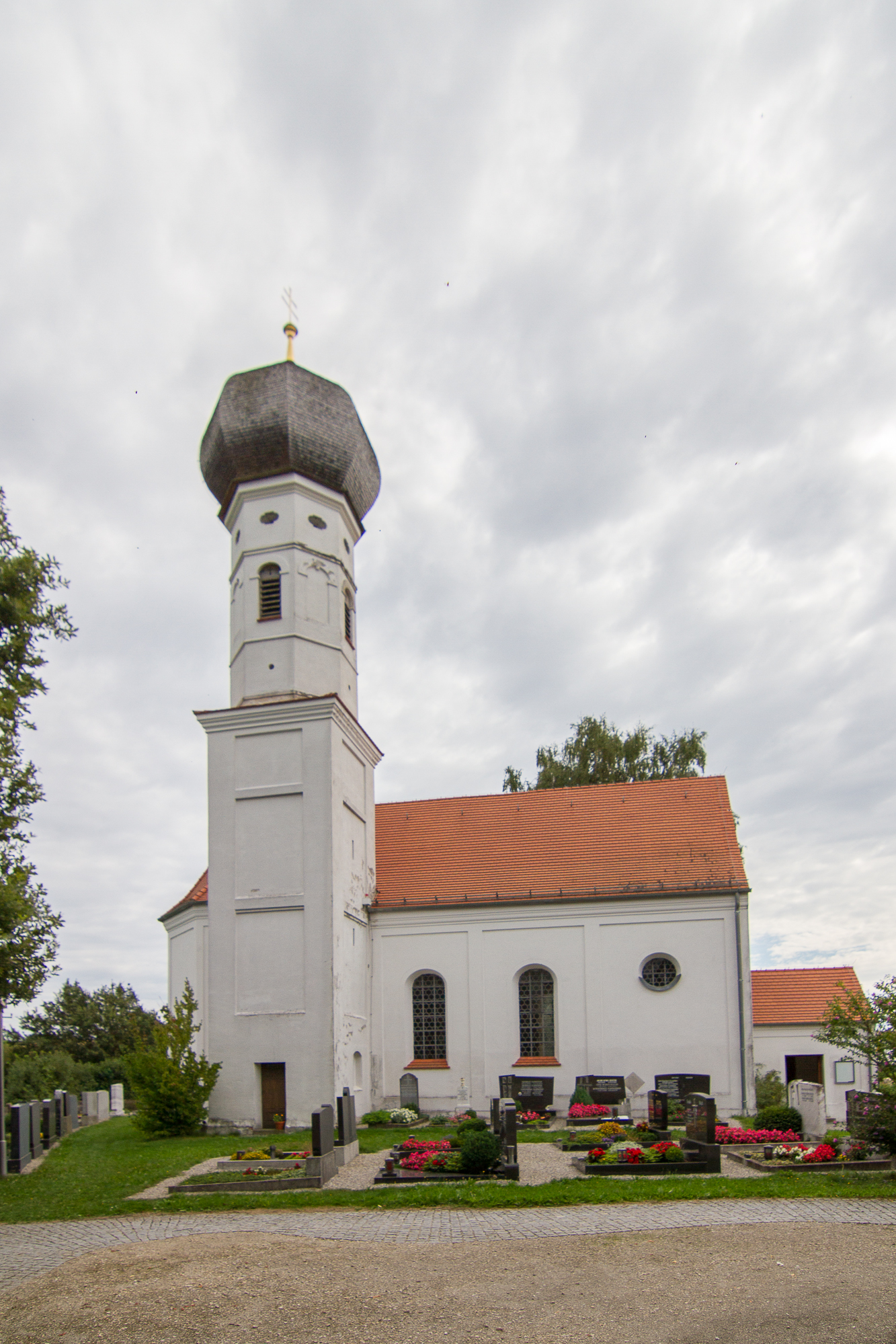
Katholische Filialkirche St. Michael

Pischelsdorf, bis 1971 Sitz der gleichnamigen selbstständigen Gemeinde, ist ein Kirchdorf und Gemeindeteil der Gemeinde Reichertshausen im oberbayerischen Landkreis Pfaffenhofen an der Ilm.

## Geographische Lage
Pischeldorf liegt links der Ilm in der Flussaue und auf dem Talhang.

## Geschichte
Pischelsdorf wird bereits im Jahr 957 erstmals urkundlich erwähnt. Der Ortsname bedeutet so viel wie „Dorf des Bischofs“. Das Kloster Scheyern hatte im Ort Grundbesitz. Die katholische Filialkirche St. Michael ist eine verputzte Saalkirche mit Lisenengliederung, eingezogenem Polygonalchor und nördlichem Chorflankenturm mit oktogonalem Aufsatz und verschindelter Zwiebelhaube und Langhaus und Chor mit Stichkappentonnen, im Stil barock um 1717. Sie wurde noch im 18. Jahrhundert umgestaltet. Bis 1828 war Pischelsdorf ein eigener Pfarrort – was auch der Taufbrunnen aus dem 16. Jahrhundert zeigt.
Seit dem Jahr 1818 war Pischelsdorf Sitz einer Ruralgemeinde, zu der auch der Ort Lausham gehörte. Am 1. April 1971 wurde Pischelsdorf der Gemeinde Reichertshausen angeschlossen.